# Station Bedminster
Bedminster is een spoorwegstation in Engeland. 